# Rungsianea
Rungsianea is een geslacht van vlinders van de familie uilen (Noctuidae), uit de onderfamilie Hadeninae.

## Soorten
- R. fontainei Viette, 1967
- R. hecate (Viette, 1960)